# 비셸리에

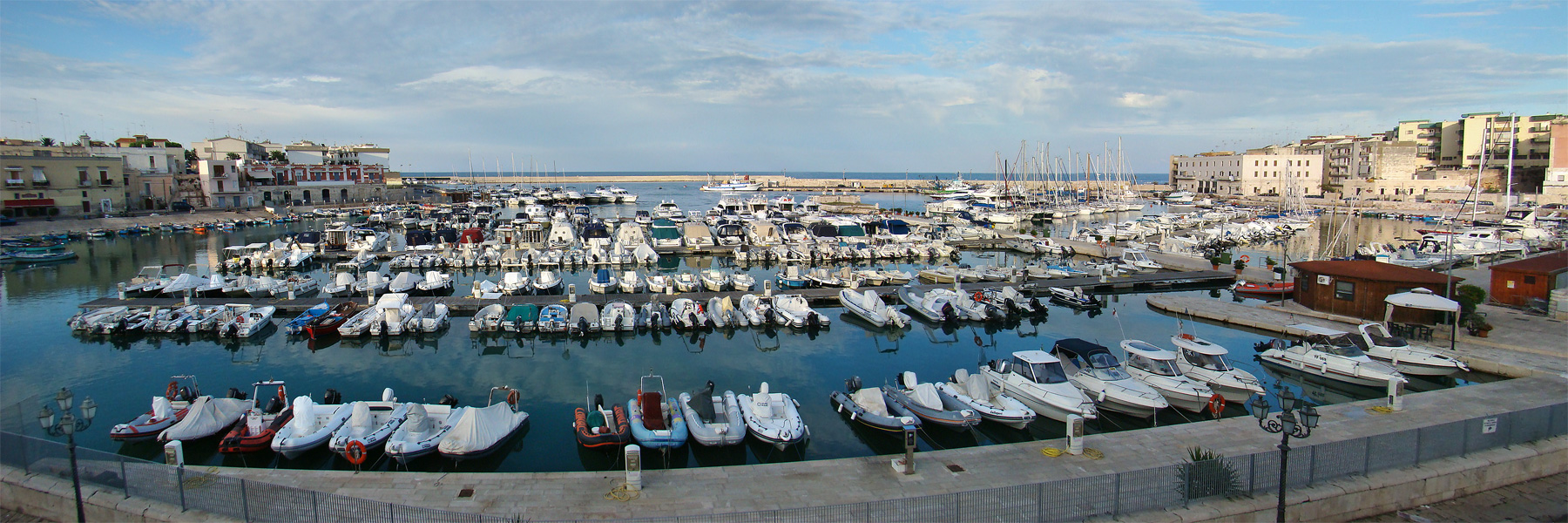

비셸리에(Bisceglie)는 아드리아해의 도시이자 지방 자치체이며 이탈리아 남부 풀리아주 바를레타안드리아트라니도에 있으며 주민 수는 55,251명이다. 이 도시는 2001년에 높은 환경 및 품질 표준에 따른 블루 플래그 비치 인증을 받았다.

## 주요 관광지
- 로마네스크 건축 스타일의 산타마그리타교회(12세기)[3]
- 산타크로스 석굴
- 4개의 고인돌

## 교통
비셸리에 철도역이 로마, 볼로냐, 안코나, 포자 (도시), 바리 (도시), 레체, 타란토 등의 도시와 연결된다.

## 이웃 지역
코라토, 몰페타, 트라니, 안드리아

## 같이 보기
- 비셸리에역